# Bräuteschule
Bräuteschulen waren besondere Einrichtungen des Deutschen Frauenwerks und der Schutzstaffel (SS) zur Schulung für Frauen, die SS-Angehörige heiraten wollten.

## Rassepolitische Bedeutung

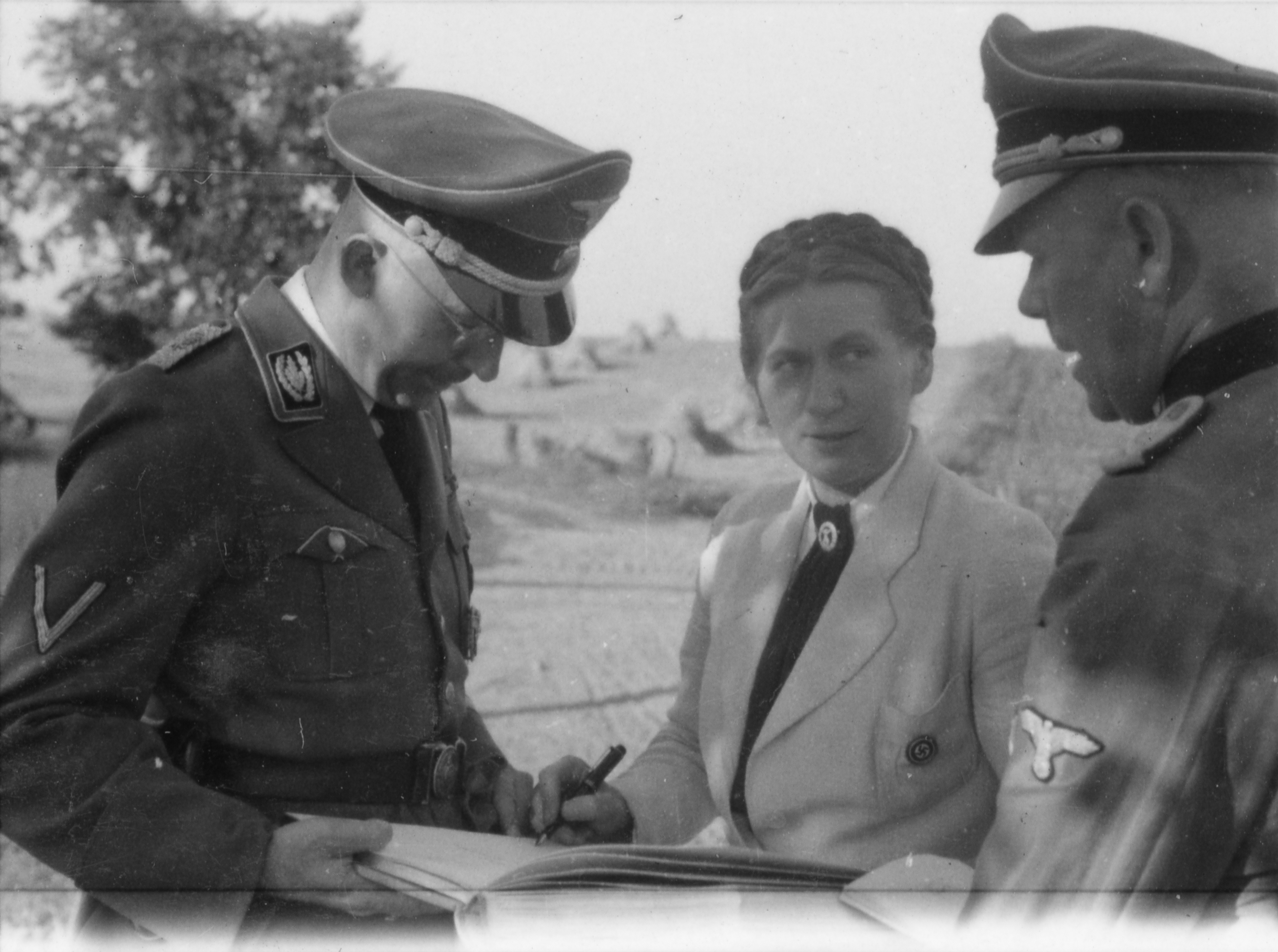
Heinrich Himmler (li.) mit Gertrud Scholtz-Klink 1943

Nach einem Befehl Heinrich Himmlers vom 31. Dezember 1931 mussten alle heiratswilligen Angehörigen der SS ab dem 1. Januar 1932 eine „Heiratsgenehmigung“ einholen. Diese wurde „einzig und allein nach rassischen und erbgesundheitlichen Gesichtspunkten erteilt oder verweigert“. Die Gesuche bearbeitete das Rassenamt der SS, geleitet von Walther Darré, die Genehmigung erteilte Himmler persönlich.
Das Rasse- und Siedlungsamt war verantwortlich für die weltanschauliche Schulung der SS, die Auslese der SS und einen „gesunden und artgemäßen Familienaufbau von SS-Angehörigen“. Nach Himmlers Vorstellung sollte die SS „kein reiner Männer-Orden sein, sondern ein Orden von Sippengemeinschaften. Ein Orden, zu dem die Frauen genauso notwendig dazu gehören wie die Männer“.
Im November 1936 schlossen Himmler und die Reichsführerin der NS-Frauenschaft und Leiterin des Deutschen Frauenwerks Gertrud Scholtz-Klink deshalb eine Vereinbarung, die die künftigen SS-Ehefrauen verpflichtete, sich vor der Heirat einer Prüfung durch eine Lehrkraft des Deutschen Frauenwerkes, Reichsmütterdienst, zu unterziehen. Mit einem Rundschreiben vom 22. April 1937 gab Himmler die Einzelheiten zur Zusammenarbeit der SS-Einheiten mit dem Deutschen Frauenwerk bekannt, die neben der „Mütterschulung“ auch gemeinsame Festveranstaltungen umfasste, in denen „der Gedanke von Sippe und Familie als Grundlage von Volkskraft und Wehrhaftigkeit“ betont werden sollte.

## Standorte

### Schwanenwerder
1936 wurde auf Schwanenwerder bei Berlin die erste Bräuteschule unter der Leitung von Gertrud Scholtz-Klink eröffnet.

### Husbäke

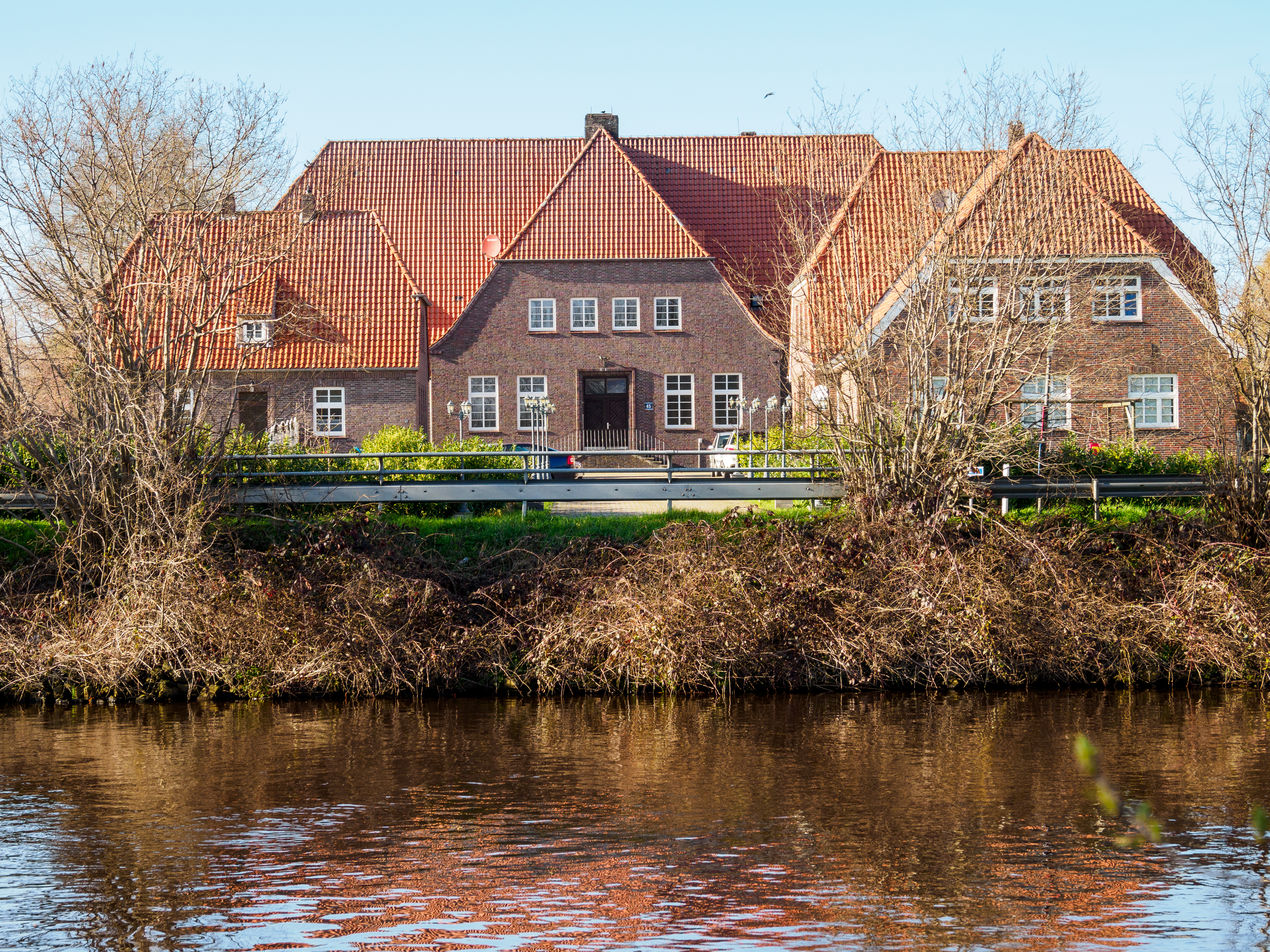
Schule mit Wohngebäuden in Husbäke (2023)

Eine weitere „Bräuteschule“ existierte von 1937 bis 1945 im niedersächsischen Husbäke (Gemeinde Edewecht). Sie ging aus dem seit 1923 wirkenden Volkshochschulheim Edewecht hervor, in der junge Frauen hauswirtschaftlich und schulähnlich ausgebildet wurden. Geleitet wurde die Einrichtung von der Oldenburger Studienrätin Bertha Ramsauer (1884–1947), deren Pädagogik jungen Frauen die selbstbestimmte Wahl ihrer Möglichkeiten vermitteln wollte.
Dieser aufgeklärte Ansatz widersprach jedoch dem aufkommenden Nationalsozialismus mit seiner individuumsfeindlichen Mutterdoktrin. So erfolgte seit Beginn des NS-Staats auch an dieser Bildungseinrichtung die ideologische Gleichschaltung. Das Lehrangebot wurde vollständig umgestaltet. Ideologisch einschlägige Fächer wie „Rassekunde“ oder Vererbungslehre wurden eingeführt und handwerkliche Arbeiten verstärkt gelehrt, während geistige Arbeit aus den Lehrplänen des Volkshochschulheims entfernt wurde. Innerhalb der Kurse versuchte Bertha Ramsauer aber weiterhin, ihre Vorstellungen von Frauenbildung zu vermitteln.
Diese Gratwanderung endete am 15. September 1935, als dieses Volkshochschulheim in die Hände des Deutschen Frauenwerks, Abteilung Mütterdienst (Berlin), überging und 1937 zur „Reichsbräute- und Heimmütterschule Husbäke“ umgewandelt wurde, eine mehrerer „Reichsbräuteschulen“. Mit der Übergabe des Volkshochschulheims an das Deutsche Frauenwerk endete 1935 auch die Bildungsarbeit von Bertha Ramsauer.
Erwähnt wurde die Mütter- und Bräuteschule in Heft 7 des X. Jahrgangs (März 1939) der Zeitschrift die neue linie: Auf S. 5 heißt es zu einem Bild der Reichsfrauenführerin Gertrud Scholtz-Klink, dass die Einrichtung „auf deren Veranlassung […] als vorbildliche Anlage des Deutschen Frauenwerks geschaffen wird“.
Dort findet sich dann eine Zeichnung der Anlage von Heinz Ludwig, Berlin. Die Anlage sollte einige Wochen später ihrer Bestimmung übergeben werden: Im Wechsel sollten vierwöchige Kurse für Mütter und sechswöchige Kurse für Bräute stattfinden. Dem eigentlichen Schulkomplex wurde eine Mustersiedlung angeschlossen, in der Absicht, zusammen mit Siedlern und Bauern aus der Umgebung „die weitere Erschließung der Moorlandschaft zu betreiben“.
Überregionale Erwähnung fand die Reichsbräuteschule in Husbäke u. a. in einem am 18. Juni 1944 erschienen mehrspaltigen Artikel im Völkischen Beobachter/Berliner Beobachter unter dem Titel „In einer Reichsbräuteschule. Die Frau als Kameradin“.
Nach dem Zweiten Weltkrieg wurden die Gebäude als Flüchtlingslager, Krankenhaus, Altersheim, Haus für den Zivilbevölkerungsschutz und Gastarbeiterwohnheim genutzt. Seit Juli 2017 wurden auf dem Gelände umfangreiche Sanierungs- und Renovierungsarbeiten vorgenommen. Diese sind bis auf die Außenanlagen mittlerweile (November 2017) abgeschlossen und die Gebäude werden von dem Eigentümer und Mietern bewohnt.

### Burg Sternberg
Die Burg Sternberg im Kreis Lippe in Nordrhein-Westfalen wurde zwischen 1935 und 1939 als Bräuteschule genutzt.

## Literarische Rezeption
Obwohl nur für SS-Angehörige vorgeschrieben, erlangte der Begriff „Bräuteschule“ durchaus Popularität. Lothar-Günther Buchheim zitiert 1973 in seinem Roman Das Boot einen derben Soldatenwitz über die „Abschlussprüfung in der Reichsbräuteschule“. Ebenfalls literarisch verarbeitet wurde das Thema von Anna Seghers in ihrem Roman Das siebte Kreuz, in dem eine junge Frau mit einem SS-Mann verlobt ist.